# Kežmarský štít
Kežmarský štít (polsky Kieżmarski szczyt, maďarsky Késmárki-csúcs německy Kesmarker spitze, 2558 m n. m.) je hora ve Vysokých Tatrách na Slovensku.

## Poloha
Hora se nachází mimo hlavní hřeben na východním okraji pohoří. Jeho sousedé jsou Malý Kežmarský štít na severovýchodě, Huncovský štít na jihovýchodě a Lomnický štít dále na jihozápad. Ten však nesousedí s Kežmarský štítem přímo, ale je připojen hřebenem s několika menšími vrcholky Vidlových veží.
Svahy hory spadají do Skalnaté doliny na jihu, Huncovské doliny na východě a Medené doliny na severu.

## Výstup

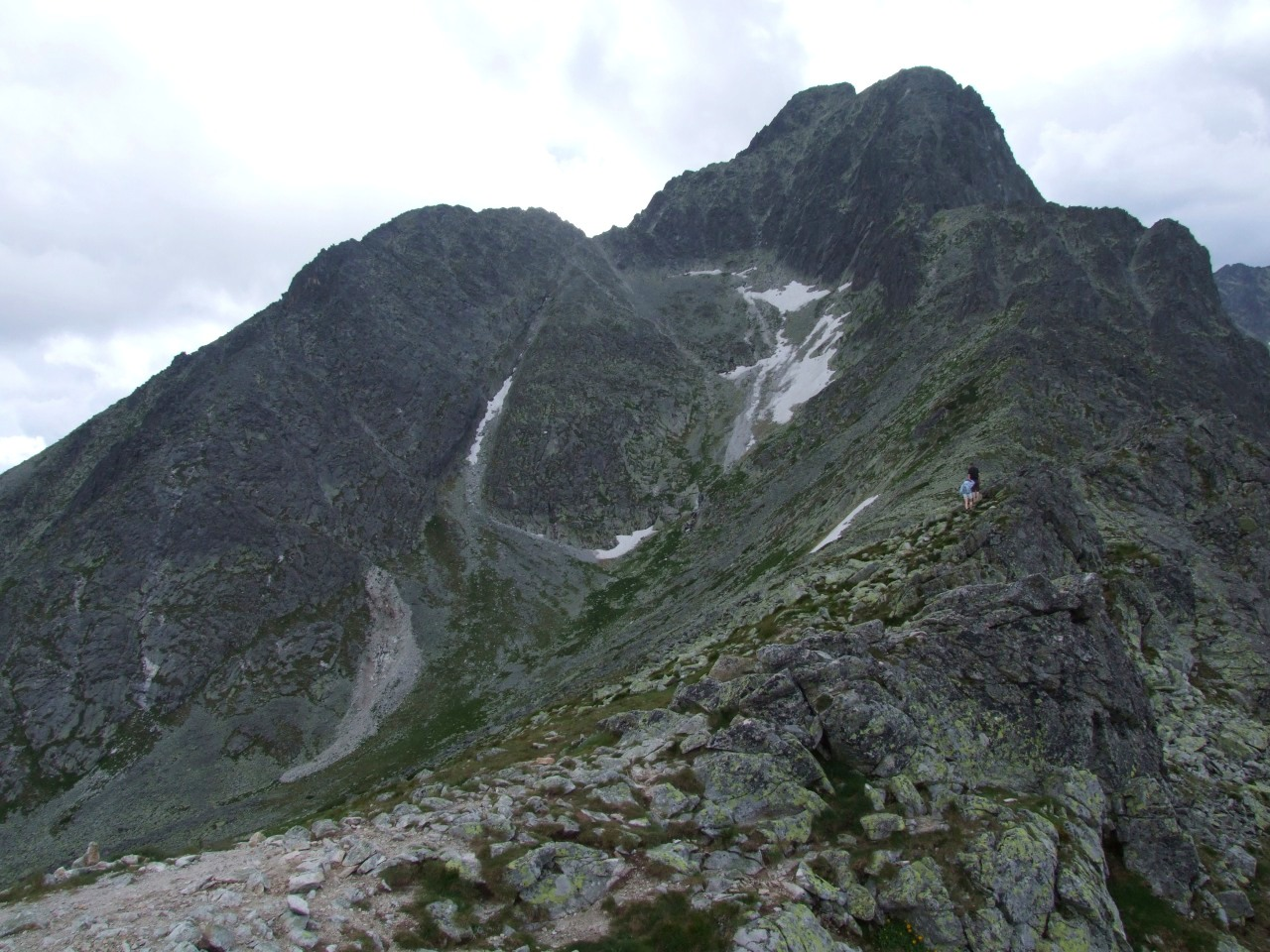
Ze sedla pod Svišťovkou

Autor letního prvovýstupu není znám, je pravděpodobné, že poprvé štít zdolali lovci kamzíků. Nejstarší zmínka pochází od Davida Frölicha z Kežmarku. Ten ve své knize Medulla geographie practice z roku 1639 napsal, že v roce 1615 vystoupil na vrchol jako student se dvěma společníky a vůdcem.
Prvovýstup v zimním období vykonali Guenter Dyhrenfurth a Alfred Martin cestou z Huncovského sedla 8. března 1906.
Na Kežmarský štít nevede turistická značka, výstup je možný pouze pro horolezce, nebo v doprovodu horského vůdce. Normální cesta vede po stezce s občasnou nutností jednoduchého lezení od Skalnatého plesa na Huncovské sedlo a dále po severovýchodním úbočí na vrchol. Horolezci je vyhledávána především jižní stěna se třemi pilíři, vysoká 550 m. Poprvé ji prostoupila dvojice polských horolezců Wincenty Birkenmajer a Jan Kazimierz Dorawski směrem, který je označován na Birkenmajerův pilíř. Velmi často lezený je Vidlový hřeben v obou směrech mezi Lomnickým a Kežmarským štítem.